# 244 a. C.
El año 244 a. C. fue un año del calendario romano prejuliano. En el Imperio romano se conocía como el año 510 ab urbe condita.

## Acontecimientos

### Cartago
- Amílcar Barca transfiere su ejército a las laderas del monte Eryx (Monte San Giuliano), desde donde es capaz de ayudar a la guarnición asediada en la vecina ciudad de Drépano (Trápani).

### República romana
- Consulados de Aulo Manlio Torcuato Ático y Cayo Sempronio Bleso, cos. II, en la Antigua Roma.[1]